# Daniel Koprivčić
Daniel Koprivčić (Osijek, 3 agosto 1981) è un ex calciatore neozelandese di origine jugoslava, di ruolo attaccante.

## Biografia
Nato a Osijek, nella repubblica jugoslava di Croazia, crebbe in Nuova Zelanda dove la famiglia di origine si trasferì.

## Caratteristiche tecniche
È un centravanti che può giocare anche in posizione più arretrata.

## Carriera

### Club
Iniziò a giocare nel Central Utd. di Auckland - squadra fondata da emigrati di origine croata - con la cui U-19 vinse il torneo giovanile di Napier nel 1999.
Passato poi in prima squadra vinse il campionato nazionale, allora denominato National Soccer League (NSL), nel 2001.
Alla fine del 2004 il campionato neozelandese fu riformato e fu introdotto un formato simile a quello del campionato statunitense e australiano basato su franchigie e senza promozioni o retrocessioni.
Koprivčić cambiò quindi squadra e si trasferì al Mangere United, club impegnato nella Northern Premier League, uno dei campionati che componevano il secondo livello del calcio neozelandese.
Nella stagione 2006-07 passò al Waitakere Utd.
Con il nuovo club vinse un titolo nazionale nel 2007-08 e per due volte la OFC Champions League (2007 e 2007-08).
Nella stagione 2009-10 si trasferì all'Auckland City.
Nella sua prima stagione nel nuovo club totalizzò 13 presenze e 4 reti in campionato e 7 reti nella Champions League 2009-10 (capocannoniere del torneo a pari merito col papuano Kema Jack).
È l'unico calciatore ad aver partecipato a sei edizioni della Coppa del mondo per club FIFA, due volte con il Waitakere United (2007 e 2008) e quattro con l'Auckland City (2009, 2011,  2012 e 2013).

### Nazionale
Ha collezionato una presenza nella nazionale under-23 della Nuova Zelanda in occasione della partita amichevole disputata il 21 maggio 2003 (Kirin Challenge Cup) persa per 4-0 contro la nazionale under-23 del Giappone.

## Palmarès

### Club

#### Competizioni nazionali
- Campionato neozelandese: 3

Central United: 2001
Waitakere United: 2007-08
Auckland City: 2013-2014

#### Competizioni internazionali
- OFC Champions League: 6

Waitakere United: 2007, 2007-08
Auckland City: 2010-11, 2011-12, 2012-2013, 2013-2014

### Individuale
- Capocannoniere della OFC Champions League: 1

2009-2010 (7 gol, a pari merito con Kema Jack)